# Dömsödi János (földmérőmérnök)
Dömsödi János (Velence, 1940. november 7. –) magyar földmérő, földrendező mérnök, a mezőgazdasági tudomány kandidátusa, egyetemi docens, a Magyar Tudományos Akadémia Köztestületének tagja. Talajkutató, talajtérképező (Helyiipari Kutatóintézet1, Földmérő és Talajvizsgáló Vállalat; 1963-1983).
Főként a láptalajok2, lápos réti talajok3, és a lápi eredetű nyersanyagok (tőzegek, lápföldek, lápi meszek) kutatója, térképezője. Ezek kutatási módszerei, a nyersanyagtípusok (érett tőzeg, rostos tőzeg, vegyes tőzeg, lápföld, kotu, lápi mész) meghatározásai, szabványai, kataszterei, és a nagy számú földtani, talajtani kutatási jelentései is Dömsödi János nevéhez, munkásságához kötődnek.
A Talajjavító Nyersanyag- kutatási és Tervező Iroda, Mezőgazdasági Földtani Szolgálat vezetőjeként (1984-1998) valamennyi talajjavító ásványi nyersanyag (dolomit- és mészkőörlemények, alginit, zeolit, bentonit, lignitporos gipszanhidrid stb. Archiválva 2023. június 27-i dátummal a Wayback Machine-ben) műszaki, gazdasági kérdéseivel és a meliorációs tervezési, fejlesztési feladatokkal is foglalkozott. 1989-től 2011-ig (nyugállományba vonulásáig) az Erdészeti és Faipari Egyetem, majd Nyugat-magyarországi Egyetem (székesfehérvári) Földmérési és Földrendezői, majd Geoinformatikai Karának egyetemi docense.
Fiai: Dömsödi Zsolt a Kertészeti Egyetemen, Dömsödi Balázs az Eötvös Loránd Tudományegyetemen, és a Középeurópai Egyetemen szerzett diplomát.
Lábjegyzet:
1 - A "helyi" vagy "tanácsi" iparhoz; a megyei tanácsok ipari osztályainak felügyelete alá tartoztak a "talajerőgazdálkodási" és a "tőzegkitermelő" vállalatok is. Kutatási, fejlesztési feladataikkal a Helyiipari Kutatóintézet foglalkozott, a szakágazati irányításuk a Könnyűipari Minisztérium Helyiipari Főosztálya alá tartozott az 1950-es évektől az 1970-es évekig.
2 - Láptalaj: szerves ( tőzeges) üledéken kialakult talaj.
3 - Lápos rétitalaj: ásványi (öntés) üledéken kialakult; sok szerves (humusz-) anyagot, agyagásványt, meszet tartalmazó talaj.

## Életpálya
Gazdálkodó; szántókat, szőlőket, gyümölcsöst művelő, földet szerető családban született Velencén, 1940 november 7-én. Szülei, az 1956-os forradalmat megelőző és azt követő "kulákosító", "kollektivizáló" időszak ellenére; és a földjeik nagyobb részének elvonása ellenére is az öt tagú család megélhetéséért küzdő "egyénigazdálkodók" maradtak. Általános iskola elvégzése után, a család nyomasztó politikai, megélhetési helyzete miatt, egy iskolaév kimaradását követően, egy "jótevőnek" is köszönhetően került mezőgazdasági technikumba.
A talaj iránti érdeklődése már a középiskolai (technikumi) éveiben elkezdődött, Fekete Zoltán "Mezőgazdasági éghajlattan és talajtan" című, a mezőgazdasági technikumok számára írt tankönyvével. A mezőgazdasági technikum elvégzése után (1961) főként politikai, részben anyagi okok miatt nem volt lehetősége továbbtanulásra. A Magyar Optikai Művekben segédmunkás, de a család pártfogója ajánlására a volt Kreybig-intézet1 (Szervestrágya Biológiai Laboratórium) és a Bányászati Kutatóintézet Tőzegosztálya összevonásával létrejött Helyiipari Kutatóintézetbe került (1963). A Kreybig-hagyaték: az 1: 25 000 méretarányú
talajismereti térképszelvények és azok magyarázó kötetei, az 1: 75 000 méretarányú tájtermesztési körzetek térképszelvényei; mindezek tanulmányozása páratlan iskola volt számára az ország talajadottságainak
megismeréséhez. Főként az alluviális2 területek (egykori lápvidékek, sárrétek, kis medencék, turjánok, vápák, semjékek) láptalajait, lápos réti talajait és lápi eredetű (tőzeg, lápföld, lápi mész) nyersanyagait kutatta, térképezte. A fúráshelyek kitűzése, lemélyítése, a rétegsorok vizsgálata, minősítése, térképezése képezte a feladatait. Időközben földmérő és földrendező mérnöki diplomát szerez az Erdészeti és Faipari Egyetem Földmérési és Földrendezői (székesfehérvári) Karán (1975). A hazai talajadottságok ismeretei (Kreybig-hagyatékai), az egyetemi tanulmányai, és a talajkutató tevékenysége - ezek egyidejű összekapcsolódásai - az alkotva tanulás kivételes helyzetét; szintéziseit jelentették az életpálya első időszakában. Évtizedeken át végezte - minden évben kora tavasztól késő őszig - és tervezte, szervezte, irányította a láptalaj- és lápos réti talaj-régiók földtani, talajtani kutatásait, térképezéseit, készítette azok kutatási összefoglaló jelentéseit. Az egyes láptalaj-régiók (Nagyberek és környéke, Kis-Balaton és környéke, Tapolcai-medence, Fertő-Hanság-medence, Fejér vármegyei Sárrét, Marcal-völgy stb., összesen 10) dokumentációinak elkészítése után a kutatási eredményeket - az egyes talajrégiókról szóló tudományos dolgozataiban - az Akadémiai Kiadó folyóirataiban angol, német, orosz nyelvű összefoglalókkal ismertette (Agrokémia és Talajtan, Földtani Közlöny, Földrajzi Értesítő). Munkáival bekapcsolódott a Nemzetközi Láp- és Tőzegkutatató Társaság (International Peat Society) működésébe, részt vett rendezvényein, tanulmányutakon, Finnországban, Belorusziában, Lengyelországban, Skóciában, Németországban, Ausztriában; előadásokkal, publikációkkal is. Rendszeresen tanulmányozta a nemzetközi szakirodalmat; az IPS Bulletint (az International Peat Society kiadványait), a Torfjanaja Promüslennoszty orosz, a Torfnachrichten német, a Torf lengyel szakfolyóiratokat. Az 1984-ben megalakuló Talajjavító Nyersanyag-kutatási és Tervező Iroda (Mezőgazdasági Földtani Szolgálat) vezetője lett. Az Iroda vezetőjeként (1984-1998) valamennyi talajjavító ásványi nyersanyag (mészkő- és dolomitörlemények, alginit, zeolit, bentonit, lignitporos gipszanhidrid stb. Archiválva 2023. június 27-i dátummal a Wayback Machine-ben) műszaki, gazdasági kérdéseivel, a meliorációs tervezési, fejlesztési feladatokkal is foglalkozott, a talajjavító vállalatok (és a talajjavítási feladatok) rendszerváltozás utáni sajnálatos felszámolásáig.
A láptalajokról, lápi eredetű nyersanyagokról szóló könyvét Stefanovits-akadémikus lektorálta, és főként az ő sürgetésére elkészíti a tudományos fokozat megszerzésére irányuló előterjesztését. A MTA Tudományos Minősítő Bizottsága által meghatározott aspirantúra vizsgakötelezettségeit az Eötvös Loránd Tudományegyetemen végzi, a további elméleti és gyakorlati feladatokkal kapcsolatos ismereteket a Brémai Talajtechnológiai Intézetben szerzi. 1986-ban védte meg a "Mennyiségi és minőségi változások szerepe a magyarországi tőzeglápok hasznosításában" című kandidátusi értekezését. Tudományos fokozata − munkái,eredményei − alapján az Eötvös Loránd Tudományegyetem "természettudományi doktor"-rá avatja (1987). Az értekezés ismeretanyagát az MTA Földrajztudományi Kutatóintézete könyv alakban, Marosi Sándor akadémikus előszavával "Lápképződés, lápmegsemmisülés" címmel jelentette meg (1988). 1999-2002 között a Környezetgazdálkodási Intézet Tájhasználati Irodavezetője.
Négy évtizedes talajkutató, talajtérképező tevékenysége és tudományos fokozata alapján, pályázattal nyerte el egyetemi docensi kinevezését az Erdészeti és Faipari Egyetem Földmérési és Földrendezői (székesfehérvári) Karának Tanszékére. Több mint húsz éven át, nyugállományba vonulásáig oktatta, gondozta a Földtan,Talajtan, Földminősítés, Földhasználat tantárgyakat, a földmérő, földrendező (kataszteri) mérnökképzés keretében. Földhasználat, Földminősítés tantárgyakat meghívott előadóként néhány szemeszterben a Gödöllői Agrártudományi Egyetemen is oktatta.                                                 
Lábjegyzet:
1 - Kreybig Lajos életpályája kezdetén hadmérnök-térképész (topográfus) volt, és miután leszerelt, a Műegyetemen vegyészmérnöki diplomát, doktori címet szerzett, és ezután a saját birtokán létesített talajbiológiai, talajkémiai laboratóriumot. 1930-ban kinevezték a Földművelésügyi Minisztérium felügyelete alá tartozó Magyar Állami Földtani Intézet talajbiológiai csoportjának vezetőjévé. 1933-ban a Talajtani Osztály bevonásával megtervezte és megszervezte (az őróla elnevezett) Magyarország és Európa első legkorszerűbb és legrészletesebb 1: 25 000 méretarányú "átnézetes talajismereti" térképezését. A Gauss-Krűger vetületi rendszerű és szelvényezésű (katonai) topográfiai térképi alapon történő talajfelvételezés, ill. talajtérképezés a háború után 1951-ben fejeződött be. Kreybig nevéhez fűződik az 1: 75 000 méretarányú "tájtermesztési térkép" elkészítése, és mindezek alapján Magyarország talajföldrajzi tájainak meghatározása is. A Kreybig-térképek a leggyakrabban és legtöbbféle céllal használt talajtérképek Magyarországon. Munkássága alapján a Magyar Tudományos Akadémia levelező, majd rendes tagjává választották és Kossuth-díjjal tüntették ki.
2 - Alluviális: a földtörténeti jelenkorban kialakult áradmányos, üledékes vagy hordalékos talaj.

## Munkássága
Lápi eredetű szervesanyag-tartalékaink mezőgazdasági hasznosítása (Mezőgazdasági Kiadó, 1977) című művében egyedülállóan ismerteti az ország láptalajait és lápi eredetű; tőzeg, lápföld, lápi mész nyersanyagait, azok mennyiségi, minőségi, települési viszonyait, fizikai, kémiai, technológiai adottságait és különböző hasznosítási lehetőségeit. A könyvnek meghatározó szerepe volt a szántóföldi kertészeti és az üveg vagy fólia alatti termesztés fejlődésében; a különböző starterek, föld- és tápanyagkeverékek, virágföldek, tőzeges komposztok, tőzeges kevert-trágyák előállításában, országos elterjedésében. Kidolgozta a lápi eredetű nyersanyagok felderítő (200x200 m), előzetes (100x100 m), és részletes (50x50 m) fázisú, ill. fúráshálózatú kutatási, térképezési módszereit.
A Központi Földtani Hivatal megbízásából; irányításával, részvételével készült el az Országos Láptalaj- és a Tőzeg, Lápföld, Lápi mész Kataszter (1982). A Kataszter alapján kerültek Országos Ásványvagyon Nyilvántartásba a lápi eredetű (tőzeg, lápföld, lápi mész) nyersanyagok területi és vagyon adatai (1983-1984). A Kataszter térkép-dokumentációival felmért kitermelt területek; vizes élőhelyei, a lápi vegetáció és fauna újraképződési helyei, ismeretanyagai segítették a Természetvédelmi Hivatal szervezetét a természeti területek, vizes élőhelyek meghatározásában (1985-1995).
A Külkereskedelmi Minisztérium közvetítésével, kanadai vállalkozó megbízásából manitóbai tőzeglelőhely földtani kutatási, kitermelési dokumentációját is elkészíti (1982-1983). Talajjavítási útmutató című könyve (Mezőgazdasági Kiadó, 1984) máig egyedülálló részletességgel, úgynevezett "tükörben" mutatja be az ország termőföldjeit, talajtechnológiai adottságait, alapadatait. A "tükör" azt jelenti, hogy a könyvet kinyitva
az oldalpárok egyik felén a talajtípusok talajtérképe látható, a szemben levő oldalon pedig a talajtérképen bemutatott talajtípusok technológiai (rétegsora, pH-ja, fizikai talajfélesége, humuszos rétegének, termőrétegének vastagsága) és más adottságai. A Talajjavító Nyersanyag-kutatási és Tervező Iroda (Mezőgazdasági Földtani Szolgálat) működése, irodavezetői tevékenysége időszakában jelent meg az "Ásványi anyagok, kőzetőrlemények felhasználása talajjavításra, tápanyag visszapótlásra" című egyetemi jegyzete a GATE Vezető- és Továbbképző Intézete kiadásában (1988). A kiadvány a talajjavító ásványi nyersanyagok hasznosítási (talajtechnológiai) adottságait ismerteti. Új javítóanyagként mutatja be a lápos réti talajok jelentős humuszt, agyagásványt, meszet tartalmazó rétegösszletének homokjavításra alkalmas előzetes vizsgálatát, és meghatározza a javítás dózisait. Földhasználat (Dialóg Campus Kiadó, 2006) című, közel ötszáz oldalas enciklopédiája a legátfogóbban mutatja be és örökíti meg a rendszerváltozás utáni földbirtok-viszonyok és földhasználat (a termőföldek minősítésének, geomorfológiájának, talajvédelmének, talajjavításának) helyzetét. A földügyekhez legközelebb álló felsőoktatási tevékenysége és a földmérő, földrendező (kataszteri) mérnök képzés során végzett kutató, fejlesztő munkái eredményeként a "Földminősítés és földértékelés" című könyvében (Szent Gellért Kiadó és Nyomda, 2011) meghatározza a "földminősítés", "földminőség"  a "földértékelés", "földérték" fogalmakat és tevékenységeket, és rendszerbe foglalja az új ökológiai alapú; "termőhelyi értékszámos" földminősítés ismeretanyagát is. Ismerteti a "hozadéki aranykoronás" rendszer megsemmisült "hozadéki", és a még érvényben levő; a talajok minőségi osztályain: a 130-150 hektáronkénti ún. mintatereken (a kezdetleges és hiányos talajtérképezésen) alapuló "aranykorona" helyzetét. Feltárja és meghatározza a még érvényben levő elavult; 1875-ben bevezetett földminősítést terhelő hibákat, hiányosságokat és ellentmondásokat:
1. Az eredeti aranykorona-érték összetevői (hozamérték és talajminőségi osztály) nem mindenütt váltak szét, nem is lehet őket megfelelően szétválasztani. Ezért a rendszer maradék része, a földminőség, illetve az "aranykorona" sok helyen nem a földrészlet talajminőségét, hanem a frekventáltságát mutatja (pl. a főváros, a nagyvárosok, városok, főutak környezetében).
2. Mivel a rendszer 211 "becslőjárásra" illetve "osztályozási vidékre" tagolódik, ezek mindegyike különálló minősítési egységet képez. Ezért egy gyengébb minőségű szántó is lehet első, illetve legjobb minőségű osztályú, mert abban a minősítési egységben csak még gyengébb szántók vannak.
3. A "legjobb", első minőségi osztályú szántók alacsonytól (11) magas (60) aranykorona-értékig változhatnak.
4. A 3200 település külterületi határvonalai mentén igen gyakori, hogy ugyanaz a talaj a vonal egyik oldalán pl. rét, magasabb minőségi osztállyal, a vonal másik oldalán ugyanaz a talaj legelő, alacsony minőségű osztállyal. Szántók esetében is igen gyakori az ilyen jellegű pontatlanság.
5. Nemcsak országosan, hanem a megyékben sem lehet a rendszer alapján megfelelő összehasonlító vizsgálat alá vonni a termőföldek minőségét.
6. A 211 minősítési területi egység egyáltalán nem kompatibilis a tudományosan megállapított és rendszeresített természetföldrajzi, geomorfológiai, talajföldrajzi országos területbeosztással.
7. A rendszerváltást megelőző években megkezdődött az ökológiai alapú földminősítés, azonban a korábbi földtulajdon 1990 utáni, aranykoronán alapuló visszarendezése miatt felfüggesztették. A földprivatizáció során gyorsan, az aktualizálást mellőzve állították vissza az aranykoronát a föld-, illetve ingatlan-nyilvántartásban: elérkezve az aranykoronától az aranykoronáig.
8. A földminősítés alapját képező mintatérhálózatból a földhivatali (irodai) felmérés szerint országosan 21 ezer községi és járási mintatér megsemmisült.
9. A szükséges (10, 15, 20, 25 hektáronkénti) helyett 130-150 hektáronkénti mintatérhálózat igen kevés talajadata (legtöbbször csak 1-2 mondatos mintatérleírásai), valamint az igen nagy számú "talajbecslő" szubjektivitása tovább gyengíti a rendszer hitelességét.

A hazai tőzegek humán- és állatgyógyászati hasznosításához irányításával az ország valamennyi tőzeglelőhelyére kiterjedően módszeres mintavételezést végeznek (2012-2013). A mintaanyagok komplex kémiai és huminanyag-vizsgálati eredményeiből megállapítást nyert, hogy a hazai (Kárpát-medencei) tőzegek: a hely, a klíma, a sajátos morfológiai átalakulás, humifikálódás következményeként huminanyagokban (huminsav, fulvósav, szapropellek) a legjobban feldúsult tőzegek közé tartoznak Európában. Ezek az országos, célirányos lelőhelyvizsgálatok elősegítették a tőzeg-alapanyagú takarmány-premixek gyártását; különböző receptúrák alapján a különböző állatcsoportok (sertések, juhok, szarvasmarhák, pulykafarmok stb,) részére történő országos
forgalmazását. Felhívja a figyelmet arra is, hogy a még meglevő mintegy 380-400 millió köbméter hazai értékes tőzegvagyon zöme hasznosítás nélkül veszendőbe megy. Mert az évente kitermelt, felhasznált tőzegmennyiség többszöröse megsemmisül: oxidálódik, miközben jelentős szén-dioxid tömeget bocsájt ki, károsítva a környezetet is. Hat évtizedes talajkutató tevékenységét végig kísérte hitvallása; amely szerint "a talajokkal kapcsolatos minden kutatás annyit ér, amennyit az eredményéből a mezőgazdasági, erdészeti, környezetvédelmi földhasználat vagy a kertészeti termelés hasznosítani tud, a többi csak szobatudomány marad.." Földtani, talajtani kutatásai, térképezései eredményeként megállapítja, hogy a Hanság nyugati és északi medencerészében, a Fejér- és Veszprém vármegyei Sárrét északi medencerészében, a Kapos-völgyben és a Kapos északi meridionális kilenc mellékvölgyében, a Rétközben, Bodrogközben, a Holt-Kraszna-mederben (az egykori Ecsedi-láp területén), valamint a Kis-Sárrét, Nagy-Sárrét területén a tőzegtalajok már teljesen megsemmisültek. Helyükön lápföldes, illetve lápos réti (ásványi) talajok képződtek.
A láptalajok hat évtizedes hazai, valamint a kanadai kutatási munkái, és a láptalajokkal rendelkező országokba tett tanulmányútjai, ismeretszerzései eredményeként meghatározta a két jellegzetesen elkülönülő képződmény a "láp" és a "láptalaj" képződésének genezisét, -szakaszait, típusait. Pontosította, definiálta a hazai láptalajok altípusait. Közel 100 kutatási jelentést, illetve tervezési dokumentációt készített, tíz könyvét és 130 tudományos és ismeretterjesztő dolgozatát jegyzi a Magyar Tudományos Művek Tára (MTMT). Kezdeményezője és tevékeny szervezője volt a székesfehérvári Földmérési és Földrendezői Karon évenként megrendezett országos földügyi; birtokrendezési, földhasználati, földminősítési, földnyilvántartási, vidékfejlesztési, osztatlan közös földtulajdon-rendezési konferenciáknak, és szerkesztette azok kiadványköteteit. (Néhány kötet címoldalát a Fontosabb publikációi című rész képei szemléltetik.) A földügyi témakörökben megrendezett továbbképző konferenciák jelentősen elősegítették a rendszerváltozás utáni mezőgazdaság fejlődését. 
Évtizedek óta tagja a Magyarhoni Földtani Társulatnak, a Magyar Talajtani Társaságnak és a Magyar Tudományos Akadémia Köztestületének.

## Fontosabb kitüntetések, elismerések
- Könnyűipari Minisztérium Helyiipari Kutatóintézet: "Kiváló dolgozó" (1972).
- Könnyűipari Minisztérium Helyiipari Kutatóintézet: "Kiváló munkáért" (1978).
- A Földmérő és Talajvizsgáló Vállalat, az Országos Tőzegkataszter című munkájáért "Elismerő Oklevél"-lel, és "Nívódíj"-jal tüntette  ki (1982).
- Földmérő és Talajvizsgáló Vállalat: "Kiváló munkáért" (1983).

- A Központi Földtani Hivatal 1983-ban "Kiváló munkáért" kitüntetésben részesítette.
- A Nyugat-magyarországi Egyetem Egyetemi Tanácsa 2004-ben a "Nyugat-magyarországi Egyetem Kiváló Oktatója" kitüntetésben részesítette.
- Az International Peat Society magyar Nemzeti Bizottsága, a láptalajok és a lápi eredetű nyersanyagok magas színvonalú kutató, fejlesztő tevékenységéért 2004-ben a "László-Emszt Emlékérem"- mel tüntette ki.
- A Nyugat-magyarországi Egyetem Geoinformatikai Kar dékánja, a Kar érdekében kifejtett magas színvonalú tevékenysége elismeréseként 2011-ben a "GEO-ért Emléklap"-ot  adományozta.
- Kutatói, oktatói több évtizedes tevékenységéért, a mezőgazdasági és vidékfejlesztési miniszter, 2011-ben "Életfa Emlékplakett"-tel tüntette ki.
- A Magyar Tudományos Akadémia Agrártudományok Osztálya, a Magyar Agrár és Élettudományi Egyetem és a Magyar Talajtani Társaság által 2020-ban alapított "Stefanovits Pál Emlékdíj"-at az alapítók vezetőiből álló kuratórium 2021. évben egyhangúlag Dömsödi Jánosnak ítélte oda. (A  szakterület legrangosabb kitüntetését az kaphatja, aki a talajtan kutatása, oktatása és gyakorlati alkalmazása területén hosszú időn át elmélyült, magas színvonalú munkát végzett.)
- Hazai, nemzetközi munkássága, eredményei, könyvei, kitüntetései alapján a születési helye, lakóhelye: Velence Város Önkormányzata "Velence Város Díszpolgára" címet adományozta (2021).
- A termőföldek és a kertészeti termelés hozamai érdekében végzett hat évtizedes talajkutató, fejlesztő munka elismeréseként: az agrárminiszter javaslata és a miniszterelnök előterjesztése alapján; Magyarország köztársasági elnöke "Magyar Ezüst Érdemkereszt" állami kitüntetést adományozta (2023).

## Fontosabb publikációi
- Lápi eredetű szervesanyag-tartalékaink mezőgazdasági hasznosítása. Mezőgazdasági Kiadó. 1977.
- A hazai tőzeglápok, tőzegek osztályozása. Földrajzi Értesítő. Budapest. 1980. XXIX. (4).
- Talajjavítás, komposztálás a házi kertben. Mezőgazdasági Kiadó.  Budapest. 1980.
- Talajjavítási útmutató. Mezőgazdasági Kiadó. Budapest. 1984.
- Lápképződés, lápmegsemmisülés. MTA Földrajztudományi Kutatóintézet kiadása. Budapest. 1988.
- Ásványi anyagok, kőzetőrlemények felhasználása talajjavításra, tápanyag-visszapótlásra. GATE Vezető- és Továbbképző Intézet kiadása. Budapest. 1998.

- Földhasználat. Dialóg Campus Kiadó. Budapest. 2006.
- A talajjavítás helyzete, lehetőségei a második ezredforduló utáni Magyarországon. NymE Geoinformatikai Kar. Székesfehérvár. 2010.

- Földminősítés és földértékelés. Szent Gellért Kiadó és Nyomda. Budapest. 2011.
- A tőzeglápok és a láptalajok genezise, földhasználati helyzetképe, a második ezredforduló utáni Magyarországon. "A talajok térbeli változatossága--elméleti és gyakorlati vonatkozások" című konferencia (keszthelyi vándorgyűlés) kiadványa. Talajvédelem különszáma. 2015.
- A termőföld használatával, hozamával, védelmével, javításával, minősítésével kapcsolatos, a közelmúltban megjelent "agrár-aktuál-szakmapolitikai" közleményei:
- A földminősítés és -értékelés helyzete. Magyar Mezőgazdaság. 2020. 75. (3).

- Ellentmondások a termőföld használatában. Magyar Mezőgazdaság. 2019. 74. (27).
- A termőföld védelme és a hozam. Magyar Mezőgazdaság. 2021. 76. (9).
- Új földminősítésre van szükség. Magyar Mezőgazdaság. 2022. 77. (20).
- A talajromlás erősödése és a talajjavítás reneszánsza várható. Magyar Mezőgazdaság. 2023. 78. (10).
- Földtani szerves és ásványi talajjavító anyagok Archiválva 2023. június 27-i dátummal a Wayback Machine-ben. Magyar Mezőgazdaság. 2023. 78. (14).
- Szerves trágyaszerek, szerves talajjavító anyagok és humuszhiányos talajok. Magyar Mezőgazdaság. 2023. 78. (17).
- Dömsödi J. (2024): A láptalajok gyógyítanak is (I.) Magyar Mezőgazdaság. 79. (10).
- Dömsödi J. (2024): A láptalajok gyógyítanak is (II.) Magyar Mezőgazdaság. 79. (11).
- Dömsödi J. (2024): A hazai láptalajok osztályozás-története és az osztályozás továbbfejlesztése. Agrokémia és Talajtan. 73. (2).
- Dömsödi J. (2024): Talajjavítási útmutató kisgazdaságoknak 1. Kertészet és Szőlészet. 73. (38).
- Dömsödi J. (2024): Talajjavítási útmutató kisgazdaságoknak 2. Kertészet és Szőlészet. 73. (39).
- Dömsödi J. (2025): A talajtermékenység védelme, megőrzése. Magyar Mezőgazdaság. 80. (20).
- Dömsödi J. (2025): Tápanyag-utánpótlás és talajjavítás. Magyar Mezőgazdaság. 80. (24).

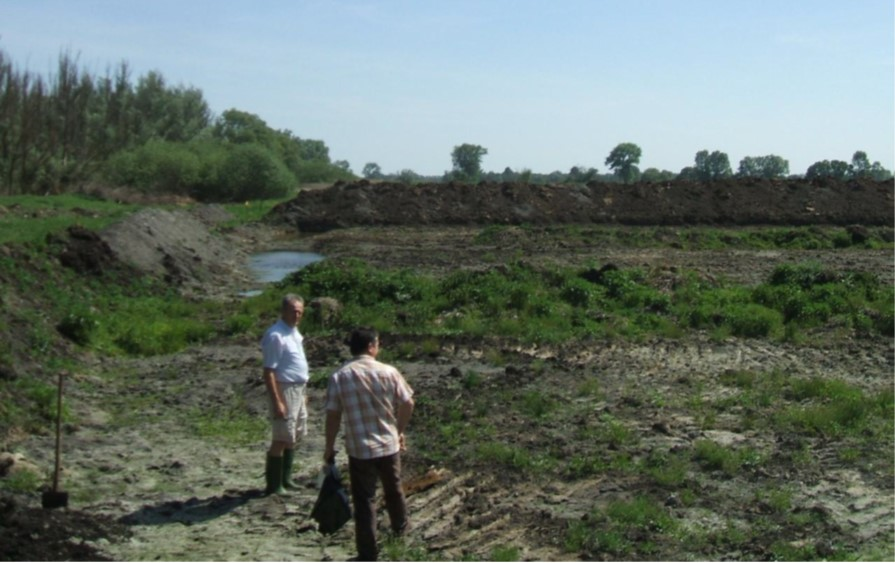
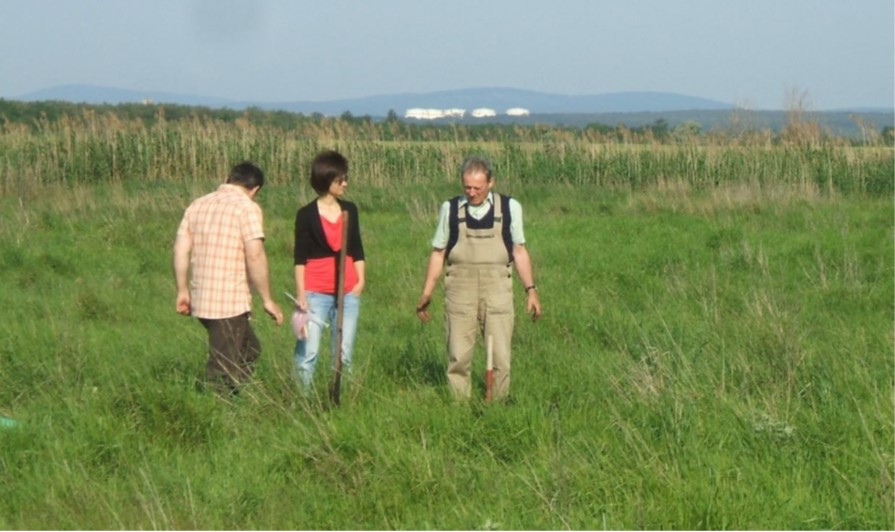